# Брім – Лонгфорд
Брім — Лонгфорд — газопровід на південному сході Австралії, споруджений в межах розробки офшорних родовищ басейну Гіпсленд (Бассова протока).
Ще в 1988 році почалась розробка нафтових покладів родовища Брім, при цьому для підтримки пластового тиску отриманий попутний газ закачували назад у газову шапку. Нарешті, в 2003-му взялись за комерційний видобуток газу, для видачі якого проклали газопровід від встановленої в районі з глибиною моря 59 метрів платформи Брім А. Він виконаний у діаметрі 350 мм та має дві ділянки — офшорну завдовжки 46 кілометрів та наземну завдовжки 5 кілометрів. В кінцевому пункті трубопровід під'єднали до вже існуючої інфраструктури газопереробного заводу Лонгфорд (неподалік від виході лінії з Брім на суходіл проходять газопроводи Марлін – Лонгфорд та Снаппер – Лонгфорд).
У 2020-му розробка Брім припинилась, при цьому існує проєкт реверсування газопроводу з метою закачування у випрацьований поклад діоксиду вуглецю, який вилучають при підготовці.